# Moonlight Becomes You
Moonlight Becomes You es el cuadragesimotercer álbum de estudio del músico estadounidense Willie Nelson publicado por la compañía discográfica Justice Records el 15 de febrero de 1994. Llegó al puesto 14 de la lista de álbumes country de Canadá y al 37 en la de los Estados Unidos, y entró en el puesto 188 de la lista general Billboard 200.

## Lista de canciones
1. "December Day" - 2:19
2. "Moonlight Becomes You" - 3:51
3. "Afraid" - 2:35
4. "The Heart of a Clown" - 3:45
5. "Please Don't Talk About Me When I'm Gone" - 2:05
6. "Everywhere You Go" - 3:35
7. "Have I Stayed Away Too Long?" - 4:07
8. "Sentimental Journey" - 3:14
9. "The World Is Waiting for the Sunrise" - 2:20
10. "You'll Never Know" - 3:14
11. "I'll Keep On Loving You" - 2:49
12. "You Just Can't Play a Sad Song on a Banjo" - 2:03
13. "You Always Hurt the One You Love" - 2:27
14. "Someday (You'll Want Me to Want You)" - 3:29
15. "In God's Eyes" - 2:58

## Personal
- Willie Nelson - guitarra y voz
- Paul Buskirk - guitarra y mandolina
- Johnny Gimble - violín y coros
- Mike Lefebvre - batería
- Dean Reynolds - bajo
- Paul Schmitt - piano

## Posición en listas
| País           | Lista              | Posición |
| -------------- | ------------------ | -------- |
| Canadá         | RPM Country Albums | 14       |
| Estados Unidos | Top Blue Albums    | 37       |
| Estados Unidos | Billboard 200      | 188      |